# Демидов, Ростислав Сергеевич
Ростислав Сергеевич Демидов (4 ноября 1922 — 9 июня 2017) — советский лётчик торпедоносной авиации Военно-морского флота, участник Великой Отечественной войны, Герой Советского Союза (6.03.1945). Полковник (23.08.1961). Профессор (21.11.1973), доктор военно-морских наук (5.05.1972).

## Биография
Родился 4 ноября 1922 года в Харькове в семье служащего. С золотой медалью окончил десять классов школы в 1940 году.
В ноябре 1940 года призван на службу в Военно-морской флот СССР. Поступил в Высшее военно-морское инженерное училище имени Ф. Э. Дзержинского в Ленинграде, но проучился там совсем недолго и добился перевода в авиационное училище в город Николаев. В декабре 1941 года окончил Военно-морское авиационное училище имени С. А. Леваневского, к тому времени из-за начавшейся Великой Отечественной войны эвакуированное в Куйбышевскую область. С 1942 года служил штурманом экипажа в 4-м минно-торпедном полку ВВС Тихоокеанского флота. Летал на самолётах МБР-2 и ДБ-3Ф.
С февраля 1944 года — участник Великой Отечественной войны, в которой весь свой боевой путь прошёл в составе ВВС Балтийского флота. Первый боевой вылет совершил 3 мая 1944 года. Сначала воевал штурманом экипажа и штурманом звена 51-го минно-торпедного авиационного полка 8-й минно-торпедной авиационной дивизии. 5 июля 1944 года экипаж добился первой победы, повредив немецкий транспорт В августе 1944 года его перевели штурманом звена в 1-й гвардейский минно-торпедный авиационный полк ВВС Балтийского флота, где он воевал до Победы. Через несколько месяцев был повышен в должности до начальника минно-торпедной службы эскадрильи. Летал на поставленном по ленд-лизу самолёте А-20 «Бостон» в экипаже Александра Гагиева. Участвовал в Прибалтийской и Восточно-Прусской наступательных операциях, а также в блокировании курляндской группировки противника.
К 11 октября 1944 года штурман звена 1-го гвардейского минно-торпедного авиаполка 8-й минно-торпедной авиадивизии ВВС Балтийского флота гвардии лейтенант Ростислав Демидов выполнил 28 боевых вылетов, включая 8 на постановку морских минных заграждений. В составе экипажа потопил 4 вражеских транспорта общим водоизмещением 18500 тонн и 1 подводную лодку, а также повредил один крупный транспорт.
Указом Президиума Верховного Совета СССР от 6 марта 1945 года «за образцовое выполнение заданий командования на фронте борьбы с немецко-фашистскими захватчиками и проявленные при этом отвагу и геройство» гвардии старшему лейтенанту Ростиславу Сергеевичу Демидову присвоено звание Героя Советского Союза с вручением ордена Ленина и медали «Золотая Звезда» за номером 5080. Тем же Указом звание Героя Советского Союза было присвоено и командиру экипажа Александру Гагиеву. 
К концу войны гвардии старший лейтенант Р. С. Демидов он совершил 106 (по другим данным — 96 или 81) боевых вылетов, вместе с экипажем потопив 6 вражеских транспортов общим водоизмещением 27500 тонн, 1 подводную лодку, а также повредив несколько судов противника.
В 1944 году вступил в ВКП(б).
После Победы продолжал службу в ВМФ СССР. До направления на учёбу в академию в июле 1947 года продолжал службу в том же авиационном полку ВВС Балтийского флота (базировался в городе Пионерский Калининградской области), освоив бомбардировщик Ту-2. В 1951 году окончил Военно-воздушную академию, после чего оставлен в ней на преподавательскую работу: младший преподаватель (сентябрь 1951), преподаватель (сентябрь 1951 – январь 1954), старший преподаватель (январь 1954 – февраль 1961) кафедры бомбометания, старший преподаватель кафедры бомбометания и боевого применения управляемых систем класса «воздух – земля» (февраль 1961 – декабрь 1963). С января 1964 года служил начальником кафедры штурманской службы и применения авиационного оружия авиационного факультета Военно-морской академии. Тогда же состоял членом научно-технических советов при Главных штабах ВМФ СССР и ВВС СССР, членом экспертного совета Высшей аттестационной комиссии министерства обороны СССР. Доктор военно-морских наук. В августе 1983 года полковник Р. С. Демидов уволен в запас.
Жил в Москве. В 1983—1991 годах трудился профессором кафедры безопасности Московского института инженеров гражданской авиации. После выхода на пенсию принимал активное участие в работе ветеранской организации московского района Арбат по патриотическому воспитанию молодежи. Скончался на 95-м году жизни 9 июня 2017 года. Похоронен на 16 участке Даниловского кладбища города Москвы.

## Награды
- Герой Советского Союза (6.03.1945)
- Орден Ленина (6.03.1945)
- Три ордена Красного Знамени (13.10.1944, 24.10.1944, 23.05.1945)
- Орден Отечественной войны 1-й степени (11.03.1985)
- Орден Красной Звезды (30.12.1956)
- Орден «За службу Родине в Вооружённых Силах СССР» III степени (30.04.1975)
- Медаль «За боевые заслуги» (17.05.1951)
- Медаль «За взятие Кёнигсберга» (1945)
- Ряд других медалей[2]